# Негря
Негря (рум. Negrea) — село в Хынчештском районе Молдавии. Относится к сёлам, не образующим коммуну.

## География
Село расположено на высоте 58 метров над уровнем моря.

## Население
По данным переписи населения 2004 года, в селе Негря проживает 1985 человек (989 мужчин, 996 женщин).
Этнический состав села:
| Национальность | Число жителей | Процентный состав |
| -------------- | ------------- | ----------------- |
| молдаване      | 1955          | 98.49             |
| русские        | 10            | 0.5               |
| цыгане         | 9             | 0.45              |
| румыны         | 7             | 0.35              |
| украинцы       | 4             | 0.2               |
| Всего          | 1985          | 100%              |